# Карнаух, Назар Васильевич
Наза́р Васи́льевич Карнау́х (1900 — после 1954) — сотрудник НКВД, нарком внутренних дел Кабардино-Балкарской АССР, депутат Верховного Совета СССР I созыва. Входил в состав особой тройки НКВД СССР.

## Биография
Родился в Велиже Смоленской губернии. Член РКП(б) с 1919 г. В 1919—1924 гг. в РККА.
- В 1925 г. — слушатель Курсов криптографии при Специальном отделе ОГПУ.
- 1926—1927 гг. — в Особом отделе ГПУ 1-й особой кавалерийской бригады (Московский военный округ).
- 1927—1937 гг. — помощник уполномоченного IX отделения, уполномоченный III, II, I отделений Особого отдела, заместитель начальника III, начальник II, X, IX, I отделений Особого отдела ОГПУ — Полномочного представительства ОГПУ по Московской области.
- июль-сентябрь 1937 г. — начальник V отдела УГБ Управления НКВД по Ивановской области[1].
- С 02.11.1937 по 16.09.1939 — нарком внутренних дел Кабардино-Балкарской АССР. Этот период отмечен вхождением в состав особой тройки, созданной по приказу НКВД СССР от 30.07.1937 № 00447[2] и активным участием в сталинских репрессиях[3].

Депутат Верховного Совета СССР 1 созыва.

## Арест
Арестован 22 января 1939 года. Осуждён 14 мая 1939 года, Военной коллегией Верховного суда СССР приговорён к 20 годам лишения свободы. Освобождён 07.07.1954 досрочно по болезни. В реабилитации отказано 17.02.2015 (определение Верховного суда Российской Федерации).

## Звания
- лейтенант государственной безопасности (26.12.1935)
- старший лейтенант государственной безопасности (16.04.1937)
- капитан государственной безопасности (19.09.1937)

## Награды
11.7.1937 — орден Красной Звезды